# Neoregelia cathcartii
Neoregelia cathcartii är en gräsväxtart som beskrevs av Clyde Franklin Reed och Robert William Read. Neoregelia cathcartii ingår i släktet Neoregelia och familjen Bromeliaceae. Inga underarter finns listade i Catalogue of Life.